# Estadio de Beaumer
El Estadio de Beaumer (en francés: Stade de Beaumer) es un estadio de usos múltiples en Moroni, en el país africano y archipiélago de Comoras. Actualmente se utiliza sobre todo para los partidos de fútbol. Un nuevo estadio, Said Mohamed Cheikh, fue construido cuando el Stade de Beaumer se consideró insuficiente, tras la reciente adhesión de Comoras en la FIFA.